# Pochwiak okazały

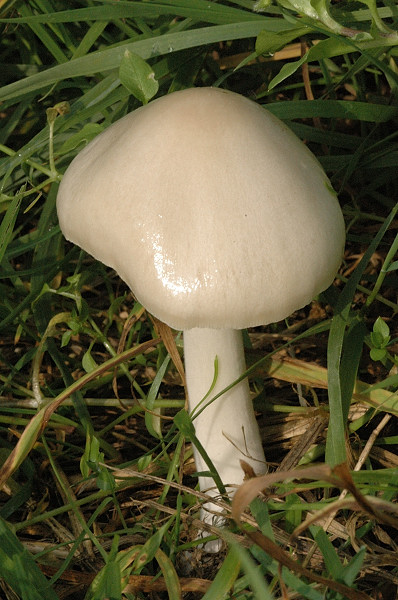

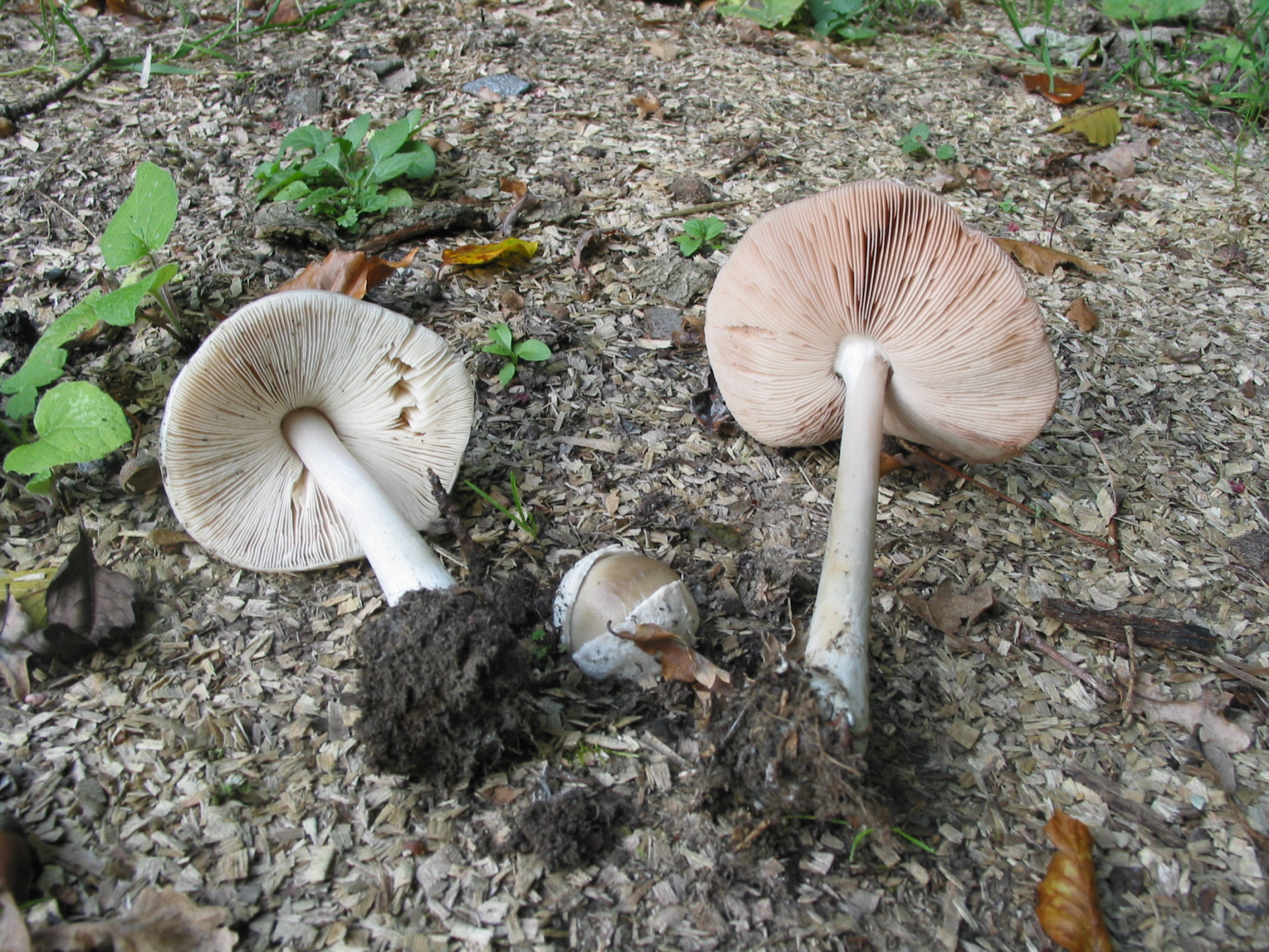
Dolna strona kapelusza

Pochwiak okazały Volvopluteus gloiocephalus (DC.) Vizzini, Contu & Justo) – gatunek grzybów należący do rodziny drobnołuszczakowatych (Pluteaceae).

## Systematyka i nazewnictwo
Pozycja w klasyfikacji według Index Fungorum: Volvaria, Pluteaceae, Agaricales, Agaricomycetidae, Agaricomycetes, Agaricomycotina, Basidiomycota, Fungi.
Gatunek ten po raz pierwszy został opisany w 1815 r. przez Augustina Pyramus de Candolle’a jako Agaricus glojocephalus, potem przez różnych mykologów jeszcze wielokrotnie był klasyfikowany pod różnymi nazwami. W 2011 r. Vizzini, Contu & Justo zaklasyfikowali go jako Volvopluteus gloiocephalus.
Obecnie ma około 20 synonimów naukowych. Niektóre z nich:

- Agaricus gloiocephalus DC. 1815
- Agaricus speciosus Fr. 1818
- Amanita speciosa Fr. 1818
- Pluteus speciosus (Fr.) Fr. 1836
- Volvaria gloiocephala (Fr.) Gillet 1876
- Volvaria speciosa (Fr.) P. Kumm. 1871
- Volvaria gloiocephala var. abyssinica Henn. 1891
- Volvaria speciosa (Fr.) P. Kumm. 1871 f. speciosa
- Volvaria speciosa var. gloiocephala (DC.) R. Heim 1936
- Volvariella gloiocephala (DC.) Wasser 1988
- Volvaria speciosa (Fr.) P. Kumm. 187) f. speciosa
- Volvariella gloiocephala var. speciosa (Fr.) Bon 1993
- Volvariella speciosa (Fr.) Singer 1951
- Volvariella speciosa f. gloiocephala (DC.) Courtec. 1984
- Volvariopsis gloiocephala (DC.) Murrill 1917
- Volvariopsis speciosa (Fr.) Murrill 1918

Polską nazwę nadali mu Barbara Gumińska i Władysław Wojewoda w 1968 r. W polskim piśmiennictwie mykologicznym gatunek ten opisywany był też jako bedłka wytworna lub bedłka okazała. Nazwy te nie są obecnie spójne z nazwą naukową.

## Morfologia
Kapelusz
Osiąga średnicę 5–12(15) cm. Białawy, barwy kości słoniowej z szarym, szarobrązowawym środkiem. Młody jajowaty, potem rozpostarty z uwypukleniem w centrum. Skórka naga, rzadko z białymi szczątkami osłony, podczas wilgotnej pogody śluzowata
Trzon
Brudnobiaławy. Równogruby, długi, smukły, głęboko tkwiący w glebie. Bez pierścienia, suchy i gładki. Podstawa ze skórkowatą, białą pochwą.
Blaszki
Białe, z wiekiem łososioworóżowe. Dość szerokie i gęste, wolne.
Miąższ
Biały, miękki. Zapach przypominający rzodkiew, smak łagodny.
Cechy mikroskopowe
Wysyp zarodników łososioworóżowy. Zarodniki o rozmiarach 14–18,5 × 8–10 µm. Są elipsoidalne lub nieco jajowate i wydłużone. Maczugowate lub wrzecionowate cheilocystydy mają rozmiar  45–150 × 12–15 µm. Czasami posiadają brodawkę na szczycie. Licznie występują pleurocystydy o podobnym kształcie i rozmiarach.

## Występowanie i siedlisko
Występuje w rozproszeniu w Europie, a także w wielu miejscach na  świecie. W piśmiennictwie naukowym podano liczne stanowiska tego gatunku na terenie Polski. Nie jest jednak grzybem często spotykanym.
Owocniki wyrastają zwykle gromadnie, od maja do października, na polach uprawnych, łąkach, w parkach, w ogrodach, na glebie nawożonej. Najłatwiej znaleźć go jesienią w zasiewach oziminy – wystające kapelusze są widoczne z dużej odległości. Saprotrof.

## Znaczenie
Saprotrof, grzyb jadalny, jednak ze względu na niebezpieczeństwo pomylenia z trującymi muchomorami mogą go zbierać tylko znawcy.

## Gatunki podobne
Gatunek ten, z uwagi na pewne zewnętrzne podobieństwo do białych, śmiertelnie trujących muchomorów (na przykład muchomor jadowity (Amanita virosa)) może być zbierany wyłącznie przez grzybiarzy dobrze znających jego cechy. Pochwiaki odróżniają się różową barwą wysypu zarodników (i dojrzałych blaszek) od muchomorów, które charakteryzują się białym wysypem zarodników i taką samą barwą dojrzałych blaszek. Dodatkowo muchomory mają pierścień, którego brak u pochwiaków.